# 츠쿠다니

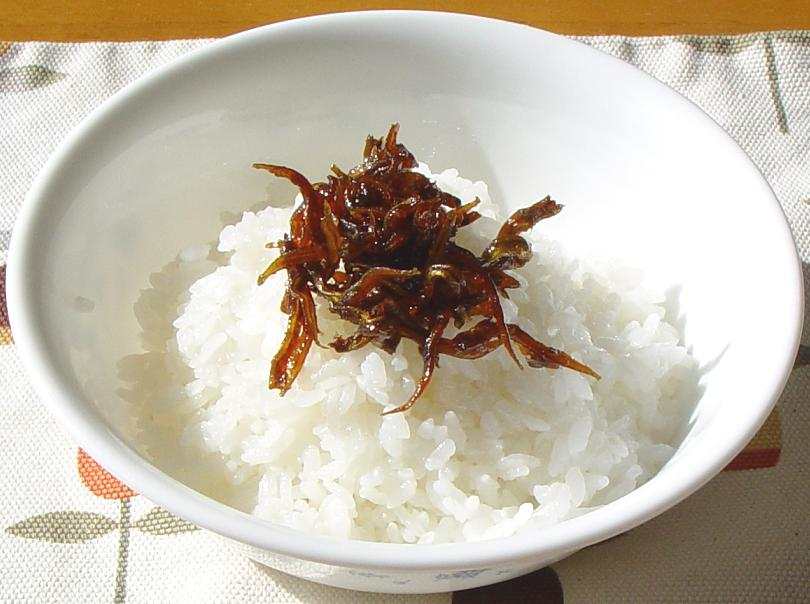
츠쿠다니

츠쿠다니(일본어: 佃煮 つくだに[*])는 일본 전통 조림요리이다. 김이나 다시마, 조개 등 을 간장, 설탕 등 넣고 달게 졸인 반찬이다.